# Shining Through
Shining Through (Resplandor en la oscuridad o Destello en la oscuridad) es una película dramática de 1992 sobre la Segunda Guerra Mundial, dirigida y escrita por David Seltzer y protagonizada por Michael Douglas y Melanie Griffith. Aunque está basada en la novela homónima de Susan Isaacs, la trama de la película es muy diferente. La música original fue compuesta por Michael Kamen. El lema de la película es: «Él tenía que confiar en ella con su secreto. Ella tenía que confiar en él con su vida».

## Trama
En 1940, Linda Voss (Melanie Griffith), una joven de ascendencia judía irlandesa-alemana, comienza un nuevo trabajo como secretaria en un bufete de abogados de Nueva York. Debido a que puede hablar alemán con fluidez, se convierte en asistente y traductor de Ed Leland (Michael Douglas), un abogado sin sentido del humor. Linda poco a poco llega a sospechar que Ed esconde secretos oscuros. Ella se dio la razón cuando, después de Estados Unidos oficialmente se une a los aliados, que surge como un coronel de la OSS. Ella lo acompaña a las reuniones confidenciales en Nueva York y Washington D. C., y en poco tiempo, se convierten en amantes. Cuando de repente se le envía lejos, ella se queda sola y devastada.
Asignada a trabajar en el Departamento de Guerra, Linda no oye nada de Ed hasta que vuelve a aparecer tan repentinamente como se fue. Reacio a reanudar su relación, lo hace volver a su empleo. Ed y sus colegas bruscamente necesitan  sustituir a un agente asesinado en Berlín en un plazo muy corto. A pesar de saber poco sobre el trabajo de inteligencia - sólo lo que ella ha visto en las películas -  Linda se ofrece y Ed se deja convencer por su pasión y su fluidez del alemán y contribuye al esfuerzo de guerra. Viajan a Suiza, donde Ed la presenta al maestro de espías Konrad Friedrichs, con nombre en código "Sunflower" (John Gielgud). A pesar de estar horrorizado por su dialecto ("el acento de la esposa de un carnicero de Berlín!"), instala a Linda en el sótano de su mansión de Berlín y le presenta a su sobrina, Margrete von Eberstein (Joely Richardson), una socialité hermosa que también trabaja como un agente de los aliados.
Linda se planta como cocinera en la casa de un socio-escalada nazi, pero su primera cena es un desastre y es despedida en el acto. Ella es tomada como niñera de los hijos del oficial de alto rango nazi Franz-Otto Dietrich (Liam Neeson), quien había sido invitado a la cena. Sin avisar a Ed, ella es llevada a la casa de Dietrich. Dietrich trae a casa documentos confidenciales, por lo que Linda comienza a buscarlos con la intención de fotografiarlos. Contrariamente a los pedidos, también intenta localizar a sus primos, que ella cree que se esconden en Berlín. Ella sigue la pista de sus parientes , pero es demasiado tarde. Ya han sido capturados y la bodega está vacía.
Un bombardeo provoca que los niños de Dietrich revelen un cuarto oculto, donde Linda fotografía documentos secretos de Dietrich. Su mentira es descubierta por la madre de Margrete, que cree que ella es una amiga de la universidad. En su desesperación, ella busca refugio con Margrete, sólo para descubrir con horror que es una doble agente que ha traicionado a los primos de Linda y ahora también ha traicionado a Linda. Ella dispara a Linda, hiriéndola, pero Linda le devuelve el disparo a Margrete y la mata.
Malherida, Linda es encontrada y rescatada por Ed, que ha llegado a Berlín haciéndose pasar por un oficial alemán de alto rango. Fingiendo ser mudo, ya que no habla el idioma, Ed lleva a Linda a la estación de tren y viajan a la frontera suiza. Linda está apenas con vida y sus documentos de viaje no están actualizados. El engaño de Ed falla en la guardia de fronteras, lo que le obligó a ir a la salida. Aun así llevando a Linda, el lucha para ir hacia la frontera. El francotirador alemán que custodiaba la frontera dispara a Ed dos veces, pero se las arregla para llegar con Linda en territorio suizo antes de colapsar. El francotirador es asesinado por su homólogo suizo.
La película se cierra como empezó, con una entrevista televisiva de una anciana Linda. Se revela que mientras Linda y Ed se recuperaban de sus lesiones en un hospital suizo, el microfilm de los documentos secretos alemanes había sido encontrado en un escondite en el interior del guante de Linda, un truco que aprendió de una de sus películas favoritas de guerra. Ella saluda a Ed, ahora su marido, y a sus dos hijos. Ed se une a ella en la cámara mientras la película termina.

## Recepción
La película no fue un éxito comercial ni de crítica. El jurado de los Premios Razzie en los EE. UU., de hecho, declaró que Resplandor en la oscuridad fue la peor película de 1992.  Melanie Griffith fue votada como la peor actriz y David Seltzer como peor director. También hubo nominaciones Razzie para Michael Douglas, como peor actor, y para Seltzer en la categoría de peor guion. 
Roger Ebert escribió en el Chicago Sun-Times: «Sé que es sólo una película, por lo que tal vez debería estar dispuesto a bajar mi incredulidad, pero Resplandor en la oscuridad es como un insulto a la inteligencia. Aquí hay una película en la que, escena tras escena, se muestran cosas  tan inverosímiles, como para que la película hubiese logrado atrapar mi interés y dejar de preguntarme cómo las escenas clave podrían ser tomadas en serio».
Janet Maslin escribió en el New York Times que las primeras tres cuartas partes del libro de Susan Isaacs «nunca llegaron a la pantalla», incluida la historia de amor de Linda Voss y el matrimonio con su nuevo jefe de la firma neoyorkina, John Berringer. «La versión de David Seltzer para la película Resplandor en la oscuridad, se las arregla para ocultar también el humor inteligente de la novela de Susan Isaacs. Lo que es más, extraña la persistencia de la película en ignorar las partes más divertidas de la historia.» 
Fue mientras trabajaba en esta película que Melanie Griffith se dio cuenta, por primera vez en su vida, que los alemanes habían hecho cosas malas a judíos durante la Segunda Guerra Mundial, y ella se indignó bastante al respecto. Esto le valió el apodo de "Brainiac", que fue utilizado en los medios impresos el área de Toronto durante algún tiempo después.